# Vășcăuți
Vășcăuți, întâlnit și sub formele Vășcăuți-pe-Ceremuș și Vașcăuți (în ucraineană Вашківці, în rusă Вашковцы, în poloneză Waszkowce și în germană Waschkautz sau Waschkoutz am Czeremosch) este un oraș în raionul Vijnița din regiunea Cernăuți (Ucraina). Este situat la o distanță de 33 km nord-vest de municipiul Cernăuți și la 32 km nord-est de orașul Vijnița.
Orașul este situat la o altitudine de 210 metri, pe malul râului Ceremuș, în partea de nord-est a raionului Vijnița. Are 5,660 locuitori, preponderent ucraineni.
De acest oraș depinde administrativ satul Voloca pe Ceremuș.

## Istorie
Localitatea Vășcăuți este menționată pentru prima dată în secolul al XV-lea, numele său provenind de la Vasko. El a făcut parte din regiunea istorică Bucovina a Principatului Moldovei.
După cum afirmă cronicarul moldovean Ion Neculce (1672-1745) în lucrarea sa O samă de cuvinte: Când au aședzat pace Ștefan-vodă cel Bun cu leșii, fiind Ion Tăutul logofăt mare, l-au trimis sol la leși. Și au dăruit craiul leșescu Tăutului aceste sate la margine: Câmpul Lungu rusescu, Putila, Răstoaceli, Vijnița, Ispasul, Milie, Vilavce, Carapciul, Zamostie, Vascăuții, Voloca. Toate acestea le-au dăruit craiul leșescu Tăutului logofătului. Și au pus hotar apa Cirimușul, întru o duminică dimineața. 
În ianuarie 1775, ca urmare a atitudinii de neutralitate pe care a avut-o în timpul conflictului militar dintre Turcia și Rusia (1768-1774), Imperiul Habsburgic (Austria de astăzi) a primit o parte din teritoriul Moldovei, teritoriu cunoscut sub denumirea de Bucovina. După anexarea Bucovinei de către Imperiul Habsburgic în anul 1775, localitatea Vășcăuți a făcut parte din Ducatul Bucovinei, guvernat de către austrieci, ca reședință a districtului Vășcăuți (în germană Waschkoutz).
După Unirea Bucovinei cu România la 28 noiembrie 1918, orașul Vășcăuți (numit și Vășcăuți-pe-Ceremuș pentru a-l deosebi de alte localități cu aceeași denumire) a făcut parte din componența României, ca reședință a Plășii Ceremușului din județul Storojineț. Localitatea sus-menționată era situată pe frontiera dintre România și Polonia, fiind punctul cel mai nordic al județului. La recensământul general al populației din 29 decembrie 1930, orașul Vășcăuți avea 6.354 locuitori, din care 2.958 bărbați și 3.396 femei, fiind a doua localitate din județ ca număr de locuitori după orașul Storojineț. În noiembrie 1921, în Vășcăuți pe Ceremuș s-a înființat o Școală Normală, în locul Gimnaziului particular ucrainean cu drept de publicitate . În perioada interbelică, funcționau în oraș mai multe instituții culturale și asociații sportive: Societatea culturală "Dionisie Bejan", Societatea intelectualilor "Dacia", două societăți culturale polone, una ucraineană și două evreiești, precum și o societate de vânătoare. În acea perioadă, Casa Asigurărilor Sociale din Cernăuți dispunea de servicii medicale în oraș .
Ca urmare a Pactului Ribbentrop-Molotov (1939), Bucovina de Nord a fost anexată de către URSS la 28 iunie 1940, apoi a reintrat în componența României în perioada 1941-1944. Ulterior, Bucovina de Nord a fost ocupată de către URSS în anul 1944, orașul Vășcăuți intrând în componența RSS Ucrainene, apoi din 1991 al Ucrainei independente.
Conform recensământului din 1989, numărul locuitorilor care s-au declarat români plus moldoveni era de 22 (11+11), adică 0,38% din populația localității .

## Demografie
Componența lingvistică a orașului Vășcăuți
     Ucraineană (98,48%)
     Rusă (1,17%)
     Alte limbi (0,31%)
Conform recensământului din 2001, majoritatea populației orașului Vășcăuți era vorbitoare de ucraineană (98,48%), existând în minoritate și vorbitori de rusă (1,17%).
1930: 6.336 (recensământ)
1941: 5.916 (recensământ) 
1989: 5.811 (recensământ) 
2001: 5.987 (recensământ)
2005: 5.830 (estimare)
2007: 5.660 (recensământ)

### Recensământul din 1930
Componența etnică a orașului Vășcăuți-pe-Ceremuș
     Români (2,65%)
     Germani (0,92%)
     Evrei (13,51%)
     Ruteni (69,87%)
     Polonezi (12,57%)
     Altă etnie (1,48%)
Componența confesională a orașului Vășcăuți-pe-Ceremuș
     Ortodocși (68,33%)
     Romano-catolici (13,57%)
     Mozaici (13,51%)
     Greco-catolici (4,43%)
     Altă religie (0,16%)
Conform recensământului efectuat în 1930, populația orașului Vășcăuți-pe-Ceremuș se ridica la 6.336 locuitori. Majoritatea locuitorilor erau ruteni (69,87%), cu o minoritate de germani (0,92%), una de evrei (13,51%), una de români (2,65%) și una de polonezi (12,57%). Alte persoane s-au declarat: maghiari (2 persoane), ruși (3 persoane), bulgari (5 persoane) și cehi\slovaci (5 persoane). Din punct de vedere confesional, majoritatea locuitorilor erau ortodocși (68,33%), dar existau și romano-catolici (13,57%), mozaici (13,51%) și greco-catolici (4,43%). Alte persoane au declarat: evanghelici\luterani (6 persoane), reformați\calvini (1 persoană), unitarieni (1 persoană), iar 7 persoane nu au declarat religia.

## Comunitatea evreiască din oraș
În orașul Vășcăuți s-a stabilit din secolul al XVII-lea o comunitate evreiască. Evreii din Bucovina au primit drepturi politice începând din 1848. În anul 1939 locuiau în oraș 856 (peste 10% din populație). Evreii aveau o societate culturală și un cimitir propriu, ale cărui granițe nu au mai fost modificate din 1939. Majoritatea pietrelor din cimitir datează de la sfârșitul secolului al XIX-lea și începutul secolului al XX-lea. Cimitirul a fost vandalizat în timpul celui de-al doilea război mondial și ocazional după proclamarea independenței Ucrainei. În anul 1946 i s-a construit un zid de piatră de către autoritățile orășenești, cimitirul fiind vizitat ocazional de către grupuri de evrei imigrați, precum și de evreii locali .

## Obiective turistice
- Mănăstirea de maici "Sf. Ana"

## Personalități
- Alexandru Petrino (1824–1899) - politician și patriot român, deputat în Dieta Bucovinei și în Consiliul Imperial Austriac, Ministru al Agriculturii al Imperiului Austriac.